# 马山街道 (朝阳市)
马山街道，是中华人民共和国辽宁省朝阳市龙城区下辖的一个乡镇级行政单位。

## 行政区划
马山街道下辖以下地区：
飞马社区、腾龙社区和大西山村。